# Boeing X-48

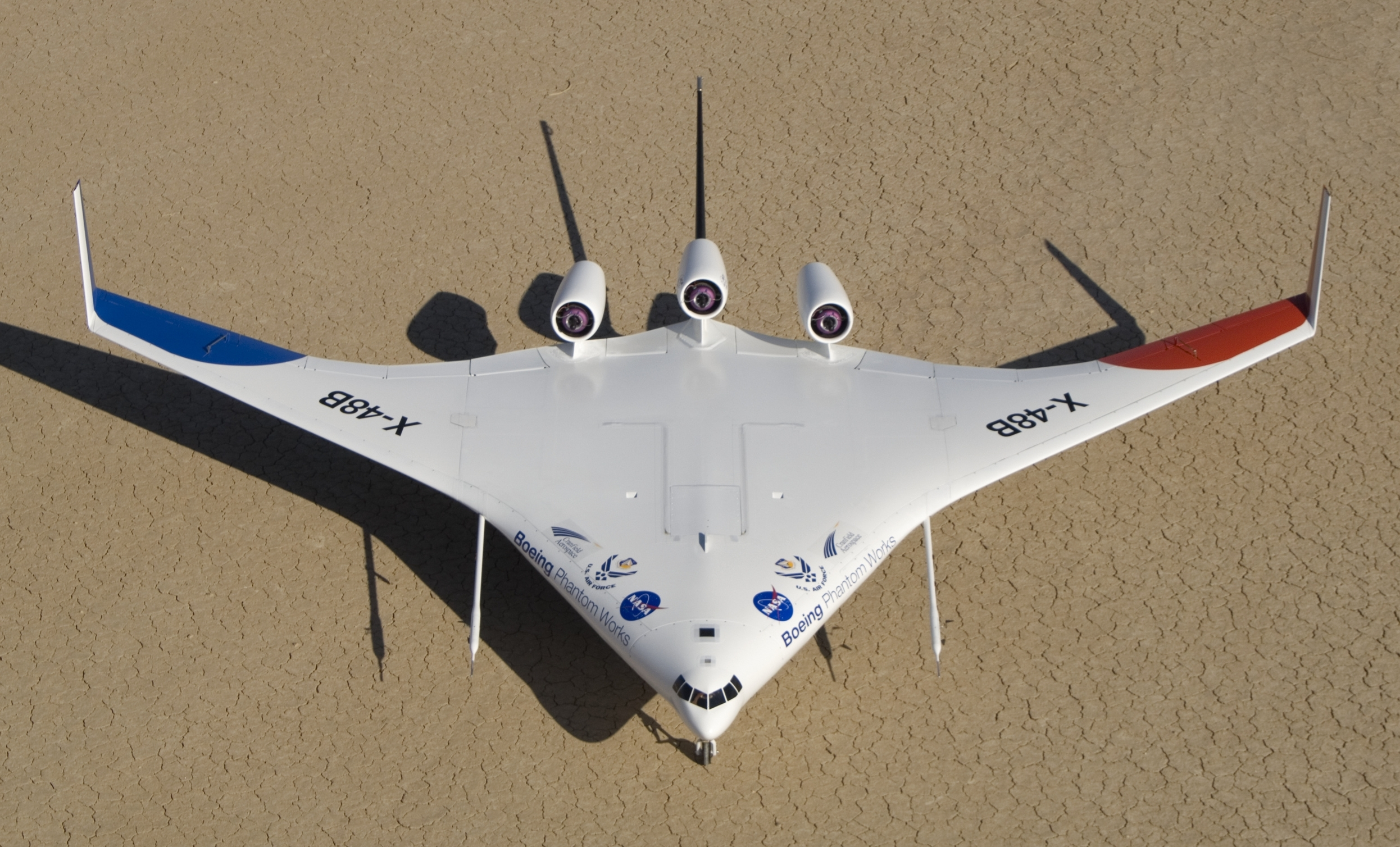
Boeing X-48B

Boeing X-48 är ett experimentflygplan som utvecklas av Boeing Defense, Space & Security och som huvudsakligen testas av NASA.